# Senožaty
Senožaty (en allemand : Heumahd) est une commune du district de Pelhřimov, dans la région de Vysočina, en République tchèque. Sa population s'élevait à 849 habitants en 2024.

## Géographie
Senožaty est arrosée par la rivière Želivka, qui forme la limite nord-est de la commune. Elle se trouve à 12 km à l'ouest-nord-ouest de Humpolec, à 15,5 km au nord de Pelhřimov, à 34 km au nord-ouest de Jihlava à 155 km au sud-est de Prague.
La commune est limitée par Hořice et Vojslavice au nord, par Koberovice à l'est, par Želiv au sud-est, par Křelovice au sud-ouest et à l'ouest, et par Syrov au nord-ouest.

## Histoire
La première mention écrite de la localité date de 1352.

## Administration
La commune se compose de quatre sections :
- Nečice
- Otavožaty
- Senožaty
- Tukleky

## Transports
Par la route, Vojslavice se trouve à 13,5 km de Humpolec, à 18 km de Pelhřimov, à 46 km de Jihlava à 90 km de Prague.